# Wilhelm Orbach
Wilhelm Orbach (Offenbach am Main, 1894 – Auschwitz, 1944) va ser un mestre d'escacs jueu alemany. Va ser assassinat a l'Holocaust.
Va obtenir el tercer lloc a Oeynhausen 1922 (22è DSB–Congress, torneig B); va ocupar el quart lloc a Frankfurt 1923 (23è DSB–Congress, torneig B); empatà als llocs 3r-4t a Breslau 1925 (24è DSB–Congress, torneig B); va guanyar a Frankfurt del Main 1925 (campionat de la ciutat); va ser 2n a Ems 1926 (Quadrangular).
Orbach va guanyar a Hyères 1927; va ocupar 4t lloc a Homburg 1927 (va guanyar Efim Bogoljubow); empatà als llocs 4t-5è a Giessen 1928 (va guanyar Richard Réti); va ocupar l'11è lloc a Duisburg 1929 (26è DSB–Congress, va guanyar Carl Ahues); va ocupar el 12è lloc a Frankfurt 1930 (va guanyar Aron Nimzowitsch); va ocupar el 6è lloc a París (L'Echiquier) 1938 (va guanyar Baldur Hoenlinger).
Va ser assassinat al camp de concentració d'Auschwitz.